# Cassida devalaensis
Cassida devalaensis es un coleóptero de la familia Chrysomelidae.
Fue descrita científicamente en 1991 por Borowiec & Takizawa.